# Laveyssière
Laveyssière korábbi község Franciaországban, Dordogne megyében. Lakosainak száma 142 fő (2018. január 1.). Laveyssière Maurens és Saint-Jean-d’Eyraud községekkel határos.
2019. január 1-jén három másik korábbi községgel egyesült és az így létrejött Eyraud-Crempse-Maurens új község része lett.

## Népesség
A település népességének változása:
| Lakosok száma | 119  | 108  | 120  | 115  | 113  | 121  | 125  | 140  | 141  | 142  |
|               | 1968 | 1975 | 1982 | 1999 | 2006 | 2011 | 2013 | 2016 | 2017 | 2018 |